# Biskupice (Busko)
Pour les articles homonymes, voir Biskupice.
Biskupice est une localité polonaise de la gmina de Pacanów, située dans le powiat de Busko en voïvodie de Sainte-Croix.